# Championnats de Tunisie d'athlétisme 2009
Navigation
2008 2010
Les championnats de Tunisie d'athlétisme 2009 sont une compétition tunisienne d'athlétisme se disputant en 2009.
En remportant dix titres, le Club sportif de la Garde nationale se classe à la première place parmi les clubs.

## Palmarès
| Discipline             | Hommes                                  | Hommes          | Femmes                      | Femmes          |
| ---------------------- | --------------------------------------- | --------------- | --------------------------- | --------------- |
| 100 m                  | Alaa Eddine Ben Hassine                 | 10 s 80         | Eya Lakhal                  | 12 s 10         |
| 200 m                  | Mohamed Amine Guezmil                   | 22 s 3          | Awatef Ben Hassine          | 24 s 77         |
| 400 m                  | Mohamed Amine Guezmil                   | 48 s 14         | Awatef Ben Hassine          | 55 s 32         |
| 800 m                  | Nidhal Abbassi                          | 1 min 53 s 86   | Soumaya Bousaïd             | 2 min 5 s 26    |
| 1 500 m                | Hamza Ben Salah                         | 3 min 59 s 2    | Safa Aissaoui               | 4 min 19 s 49   |
| 5 000 m                | Salah Badri                             | 14 min 17 s 19  | Mabrouka Mansouri           | 17 min 58 s 9   |
| 10 000 m               | Non disputé                             |                 | Non disputé                 |                 |
| 100 m haies            |                                         |                 | Samar Ezzina                | 14 s 87         |
| 110 m haies            | Maher Jebali                            | 15 s 28         |                             |                 |
| 400 m haies            | Laâroussi Titi                          | 52 s 9          | Awatef Ben Hassine          | 62 s 46         |
| 3 000 m steeple        | Amor Ben Yahia                          | 8 min 41 s 64   | Imen Methnani               | 10 min 55 s 18  |
| Relais 4 × 100 mètres  | Association sportive militaire de Tunis | 43 s 54         | Espoir sportif de Bouchemma | 51 s 27         |
| Relais 4 × 400 mètres  | Club municipal d'athlétisme de Kairouan | 3 min 21 s 58   | Club d'athlétisme de Korba  | 4 min 7 s 36    |
| Saut en longueur       | Alaa Eddine Ben Hassine                 | 7,65 m          | Samar Ezzina                | 5,51 m          |
| Triple saut            | Houssem Maâlaoui                        | 15,24 m         | Fatma Hemaïdi               | 12,05 m         |
| Saut en hauteur        | Hamza Ben Bakira                        | 1,90 m          | Mariem Akrimi               | 1,65 m          |
| Saut à la perche       | Abderrahmane Tamada                     | 5 m             | Nadia Mabrouk               | 3,20 m          |
| Lancer du poids        | Wajdi Bellili                           | 15,71 m         | Sihem Marrakchi             | 13,37 m         |
| Lancer du disque       | Mohamed Ali Mejri                       | 46,75 m         | Khouloud Babay              | 40,75 m         |
| Lancer du marteau      | Helmi Bahri Gafsi                       | 46,53 m         | Khedija Jallouz             | 53,34 m         |
| Lancer du javelot      | Aymen Turki                             | 63,07 m         | Suzaan Wünsche (GER)        | 45,92 m         |
| Décathlon              | Hamdi Dhouibi                           | 7 050           |                             |                 |
| Heptathlon             |                                         |                 | Nada Cheroudi               | 4 559           |
| Semi-marathon          | Amor Rached                             | 1 h 4 min 15 s  | Mahbouba Belgacem           |                 |
| 10 km marche sur piste | Hassanine Sebei                         | 43 min 24 s 3   | Chaima Trabelsi             | 49 min 13 s 23  |
| 20 km marche sur route | Hassanine Sebei                         | 1 h 25 min 59 s | Chaima Trabelsi             | 1 h 38 min 48 s |

## Source
- (fr) [PDF] Résultats des championnats nationaux individuels (Fédération tunisienne d'athlétisme)